# Halib Mentel
Halib Mentel è una città dell'Eritrea, posta ad ovest della capitale Asmara.